# Сагарчинский сельсовет
Сагарчинский сельсовет — сельское поселение в Акбулакском районе Оренбургской области Российской Федерации.
Административный центр — село Сагарчин.

## История
Статус и границы сельского поселения установлены Законом Оренбургской области от 2 сентября 2004 года № 1424/211-III-ОЗ «О наделении муниципальных образований Оренбургской области статусом муниципального района, городского округа, городского поселения, установлении и изменении границ муниципальных образований».

## Население
| 2010  | 2012  | 2013  | 2014  | 2015  | 2016  | 2017  |
| ----- | ----- | ----- | ----- | ----- | ----- | ----- |
| 1353  | ↘1300 | ↘1272 | ↘1217 | ↘1199 | ↘1188 | ↘1145 |
| 2018  | 2019  | 2020  | 2021  |       |       |       |
| ↘1124 | ↘1078 | ↘1059 | ↘1032 |       |       |       |

## Состав сельского поселения
| № | Населённый пункт | Тип населённого пункта       | Население |
| - | ---------------- | ---------------------------- | --------- |
| 1 | Акоба            | посёлок                      | 101       |
| 2 | Корниловка       | посёлок                      | 102       |
| 3 | Сагарчин         | село, административный центр | 1081      |
| 4 | Ушкунь           | посёлок                      | 51        |
| 5 | Харьковка        | посёлок                      | 18        |